# Vězení ve Fremantle
Vězení ve Fremantle je bývalé australské vězení a místo světového dědictví ve městě Fremantle v Západní Austrálii. Celkem 6 ha věznice zahrnuje vězeňské bloky, vrátnice, obvodové stěny, chaty a tunely.

## Historie
Původně známá jako Zařízení ústavu pro odsouzené (nebo jen Ústav) byla věznice Fremantle postavena v letech 1851 až 1859, a to samotnými trestanci. Byla původně užívána pro odsouzence přivezené z Británie, ale poté v roce 1886 převedena na koloniální vládu jako zařízení pro místní odsouzené vězně. Královské komise, které se konaly v letech 1898 a 1911, zavedly některé reformy do vězeňského systému, ale významné změny nastaly až v 60. letech 20. století. I když vláda, která se věnovala vězeňství, prošla v 70. a 80. letech několika reorganizacemi, věznici Fremantle se žádné z těchto změn nedotkly. Rostoucí nespokojenost vězňů vyvrcholila povstáním v roce 1988. Několik strážných se ocitlo jako rukojmí trestanců a vypukl zde také požár, který způsobil škodu ve výši 1,8 milionů dolarů. Vězení bylo uzavřeno v roce 1991 a nahrazeno novým bezpečnějším vězením Casuarina.

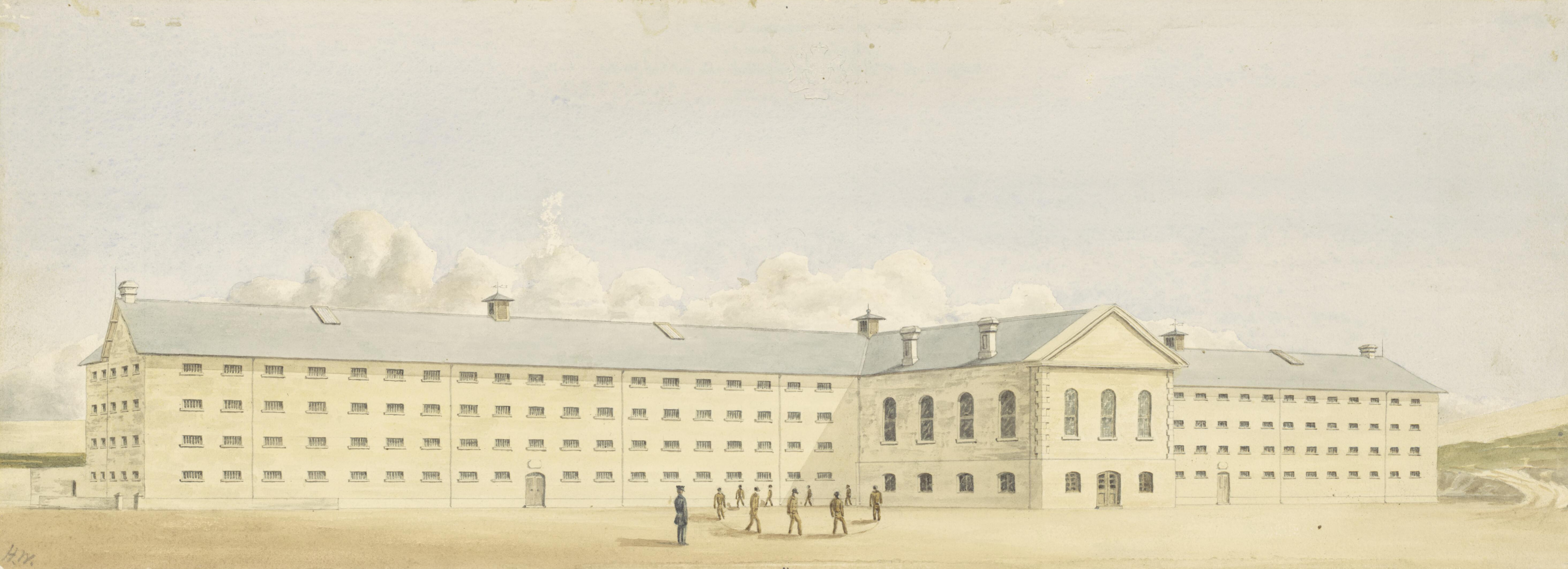
1859 akvarel Hlavního bloku, Henry Wray

Vězení bylo spravováno generálním kontrolorem, šerifem nebo ředitelem, zodpovědným za celý trestanecký nebo vězeňský systém v Západní Austrálii, a velitelem pověřeným samotným vězením. Vězeňští důstojníci, známí v 19. století jako ochránci, pracovali za přísných podmínek, dokud nedosáhli zastoupení prostřednictvím Úřadu vězeňských úředníků Západní Austrálie. Odsouzení byli zpočátku dobrého charakteru jako potenciální budoucí kolonisté, ale nakonec zde byli posíláni méně žádoucí odsouzenci. Jako věznice se sníženou ostrahou byla obydlena věznice Fremantle obecně krátkodobě odsouzenými bílými vězni v 90. letech 20. století s velmi malým počtem domorodých vězňů. Koncem 20. století již většina vězňů měla delší tresty, větší část z nich byla násilná a velké množství tvořili Austrálci.
Vězeňský život ve Fremantle byl mimořádně regulován. Stravování bylo důležitou součástí dne a jídlo bylo po celou dobu provozu věznice podáváno na celách. Trestanecké nebo vězeňské práce byly využívány až do roku 1911 ve veřejné infrastruktuře; poté se pracovalo pouze uvnitř věznice, ačkoli nikdy nebylo dost práce pro všechny vězně. Tresty se v průběhu let lišily, bičování a čas v železech nakonec nahradilo prodloužení trestů a zákaz návštěv nebo zábavy. Ve věznici bylo také provedeno více než 40 poprav, čímž byla Fremantle jediným zákonným místem k popravám v Západní Austrálii mezi lety 1888 a 1984. Také odtud uteklo několik vězňů, k těm významnějším patřili Moondyne Joe, stejně jako John Boyle O'Reilly a šest dalších Fenianů (irští revolucionáři) v 19. století. Poté v roce 1989 to byl útěk Brendena Abbotta. Došlo také k řadě nepokojů, přičemž největší škody způsobily ty v letech 1968 a 1988.
Od roku 1991 byla věznice Fremantle zachována jako památka a byly provedeny různé restaurátorské práce. Bylo nalezeno nové využití u některých budov uvnitř věznice, které se také staly významnou turistickou atrakcí. 

## Architektura

### Dispozice
Fremantlská věznice byla postavena ze zdejšího vápence na přiděleném pozemku o velikosti asi 36 akrů (15 ha). K věznici náleží věž s výškou 15 metrů (4,6 m) a vrátnice uprostřed západní stěny směřující k terase. Dalšími cestami, které navazují na tuto lokalitu, jsou ulice Knutsford Street na severu, Hampton Road na východě a Fothergill Street na jihu.:s.7 Chaty stráží a úředníků se nacházejí mimo zdi po obou stranách vrátnice. Za zdmi na východ od vrátnice je nástupiště. Za ním je hlavní blok s celami, jako centrální prostor, jehož součástí jsou dvě kaple. Severně od hlavního bloku je Nová divize a západně od něj je v severozápadním rohu bývalá ženská věznice, dříve kuchařský dům, pekárna a prádelna. Nemocniční budova stojí v severovýchodním rohu, zatímco bývalé dílny se nacházejí v jihovýchodním rohu, podobně jako na sever od brány. Pod východním okrajem lokality se nachází síť tunelů, zbudovaných tak, aby poskytovaly čerstvou vodu.:s.2–3

### Budovy

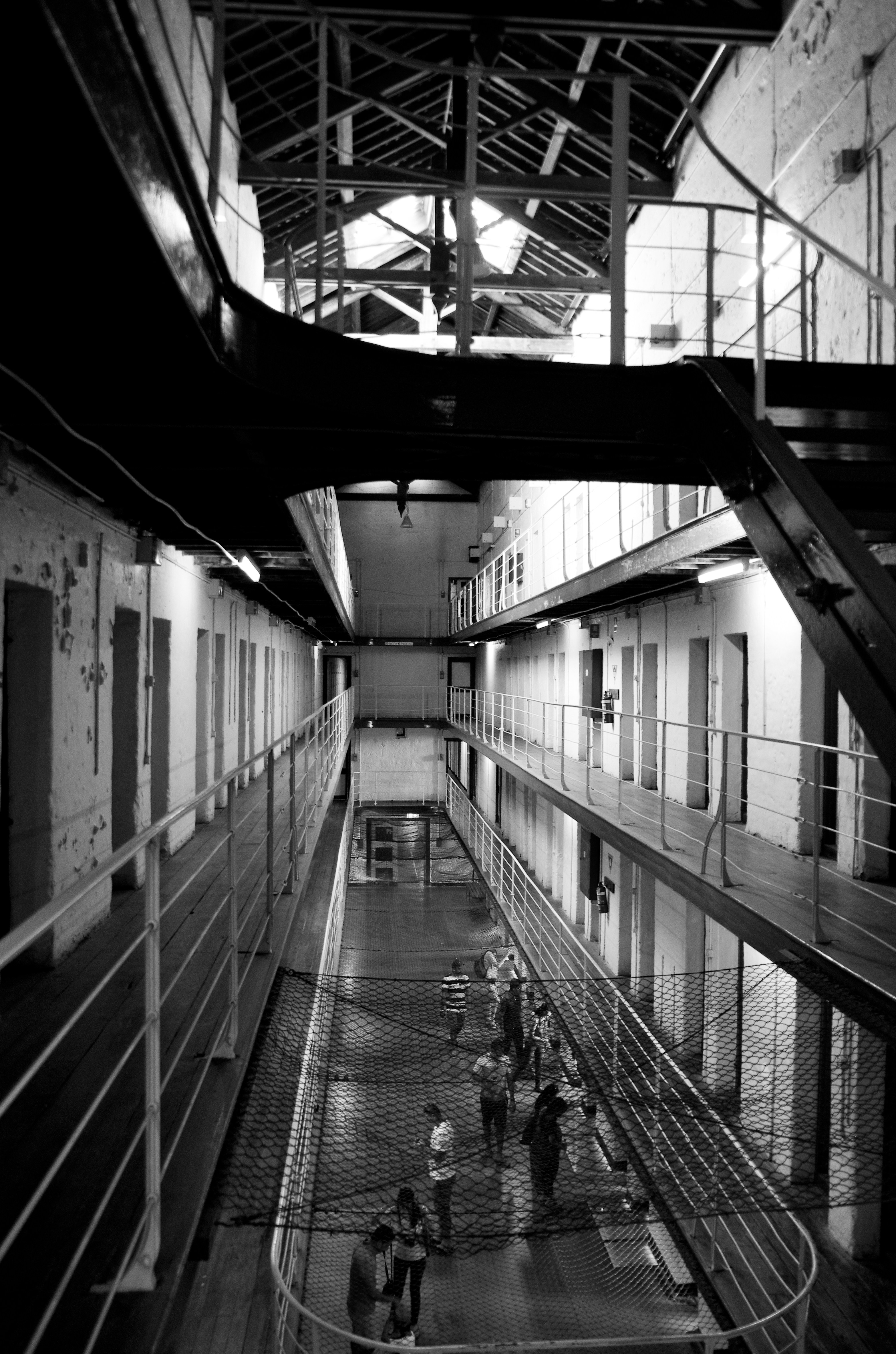
Tři Divize pro „dlouho odsouzené a obvyklé vězně“

#### Domy na terase
Na sever od brány, která se nachází na terase čísla 2, 4 a 6, jsou chaty postavené ve viktoriánském stylu, na rozdíl od gruzínského stylu ostatních domů. Číslo 10 je dvoupodlažní dům původně postavený v roce 1853 pro kaplana, který však převzal v roce 1878 dozorce a později ho využíval vězeňský úřad. Sousední jednopatrový objekt číslo 12, dokončený v roce 1854, byl domov vrátného, který se nachází na severní straně vrátnice. Na terase číslo 16, jižně od brány, je dvoupodlažní dům, kde se nejprve ubytoval dozorce a později rezidentní soudce. Zůstal v provozu jako bydlení pro vězeňské důstojníky až do 70. let 20. století. Číslo 18, nejjižnější dům na terase a číslo 8, nejsevernější z původních budov, byly vybaveny dvěma obytnými místnostmi, třemi ložnicemi a dvěma šatnami, stejně jako kuchyňkou, šatnou a halou. Tyto budovy jsou vůči sobě postaveny zrcadlově a tudíž s obrácenou dispozicí místností. Číslo 18 bylo rozšířeno o dostavby postavené v roce 1890.

#### Vrátnice
Vrátnice a přidružený vstupní komplex byl postaven mezi lety 1854 a 1855 samotnými odsouzenci. Byla navržena královským inženýrem a generálním inspektorem Edmundem Hendersonem a jako stavební materiál byl použit vápenec. Vrátnice má dvě věže po stranách úzké brány, připomínající ty, které se nacházejí na anglických hradech z 13. století nebo v opevněných městech. Železo, které bylo vyzvednuto z vraků lodí, bylo použito k vytvoření brány, zatímco hodiny na vrcholu stavby byly dovezeny z Anglie.:s.26 Jako hlavní vchod zůstala brána významným znakem a mezníkem; po uzavření věznice se zde nachází kavárna a kancelářské prostory. Restaurování bylo provedeno v roce 2005, byla zachována původní kamenná fasáda a odstraněny pozdější úpravy.

#### Hlavní blok s celami

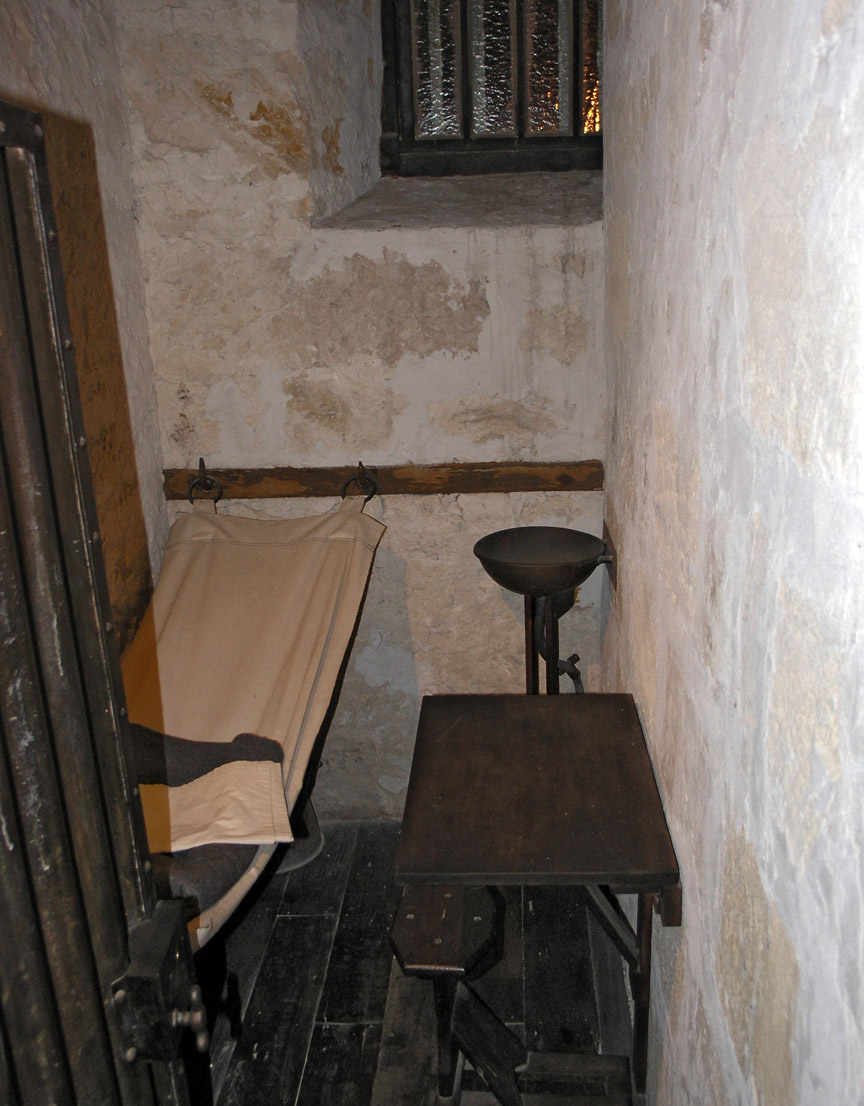
Rekonstrukce typického ubytování v budově k roku 1855

Od okamžiku, kdy byla v 50. letech 19. století opuštěna odsouzenými vyhoštěnci, byla přestavěna, hlavní blok buněk byl navržen tak, aby pojal až 1000 vězňů. Centrální čtyřpodlažní blok je na obou stranách obklopen velkými ložnicemi, nazvanými asociace. Tady v zavěšených sítích spalo osmdesát mužů, a to buď jako odměna za dobré chování, nebo proto, že brzy obdrží lístek na dovolenou. Naopak, stísněné cely měřily jen sedm až čtyři stopy (2,1 x 1,2 m). Přestože každá cela měla zpočátku mísu napojenou na tekoucí vodu, instalace byla před příchodem S-ohybů v 60. letech 19. století; kvůli zápachu vycházejícím z potrubí odstraněna. Po královské komisi byly cely zvětšeny odstraněním dělicí stěny mezi dvěma kobkami. Elektrické osvětlení bylo instalováno ve 20. letech 20. stol., ale nikdy nebyly obnoveny žádné toalety – kbelíky byly používány až do konce trvání vězení. Od uzavření věznice bylo obnoveno šest cel, které představují různé životní podmínky v různých obdobích vězení. Na hlavním bloku jsou také šibenice, samotky a dvě kaple – anglikánská a katolická.:s.46

#### Nové oddělení

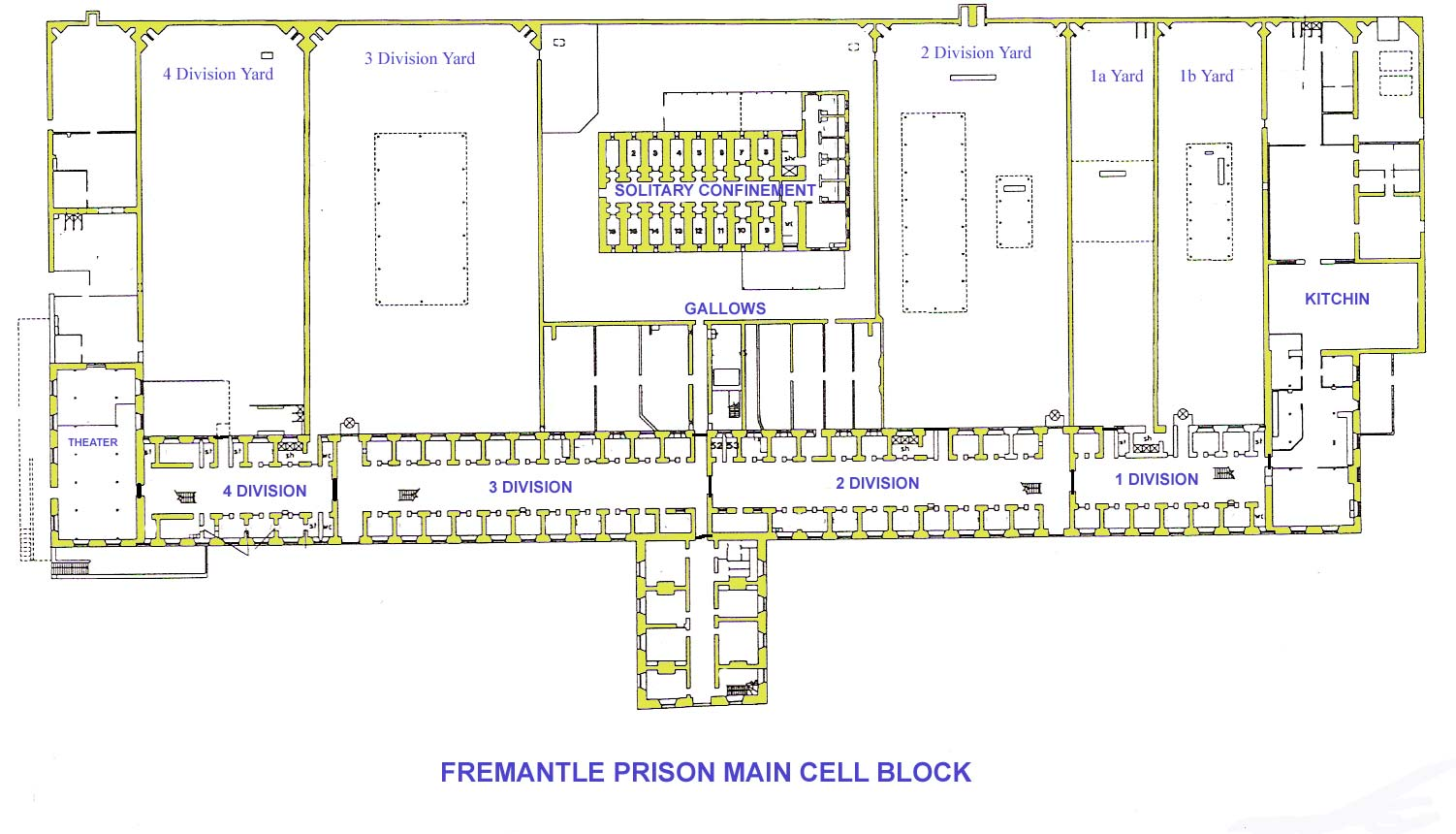
Hlavní blok, vnitřní uspořádání

Budova nového oddělení věznice Fremantle byla postavena v letech 1904 a 1907 jako reakce na přeplnění. Umožnilo administrátorům věznice implementovat i „samostatný systém“, v němž byli vězni úplně izolováni během prvních tří měsíců svého trestu. Ochoz budovy byl zpočátku použit pro usnadnění tohoto konceptu během každodenní pracovní doby vězňů. Systém se neuchytil a ukázal se jako zastaralý, což vedlo k jeho odstranění během pěti let. Nové oddělení byla první budova s elektřinou s podzemním vedením. Během druhé světové války zabrala budovu Australská armáda, aby své válečné vězně oddělila od zdejších civilních trestanců. V roce 1994 byla budova dodatečně vybavena jako kanceláře, malé obchodní prostory a zasedací místnosti.

#### Ženská věznice
Severozápadní komplex byl původně servisním zázemím s kuchyní, pekárnou a prádelnou, postavený v 50. letech 19. století. Místo pro ženy vězeňkyně bylo zapotřebí po uzavření věznice v Perth a jejich přesunu do Fremantle. Budovy byly přeměněny na vězení a kolem nich byla vybudována zeď, která vytvořila první oddělené vězení pro ženy v Západní Austrálii. Růst populace a kriminality vedly k jeho rozšíření v 90. letech 19. století a v prvním desetiletí století dvacátého. Výstavbou ženské věznice Bandyup byla ta ve Fremantle v roce 1970 zrušena, a poté využívána pro výchovu a prověřování až do uzavření hlavního vězení v roce 1991.

#### Špitál
Postavena mezi lety 1857 a 1859, byla nemocnice rozhodující složkou věznice Fremantle. Veřejné práce během trvání trestu se spoléhaly na práci odsouzených, která mohla být poskytnuta pouze tehdy, když byli tito zdraví. Od roku 1886 do roku 1903 byly zdravotnické služby přemístěny do hlavního bloku, když bývalá budova sloužila k ubytování invalidů a vězňů. Nemocnice byla renovována a znovu otevřena v roce 1904. Následně zůstala v nepřetržitém provozu až do uzavření vězení v roce 1991.

#### Dílny
Původní dílna byla kovářská prodejna, která byla jednou z prvních budov postavených na místě vězení. Později známá jako Východní dílny, další dílny zahrnovaly tesařské, instalatérské a malířské tiskárny a od padesátých let železářství. Západní dílny byly postaveny na počátku dvacátého století a poskytují vězňům více práce prostřednictvím lakovny, výrobny rohoží, obuvnictví, knihárny a krejčovství. V roce 1993 byly čtyři severní dílny upraveny pro použití jako workshopy TAFE.

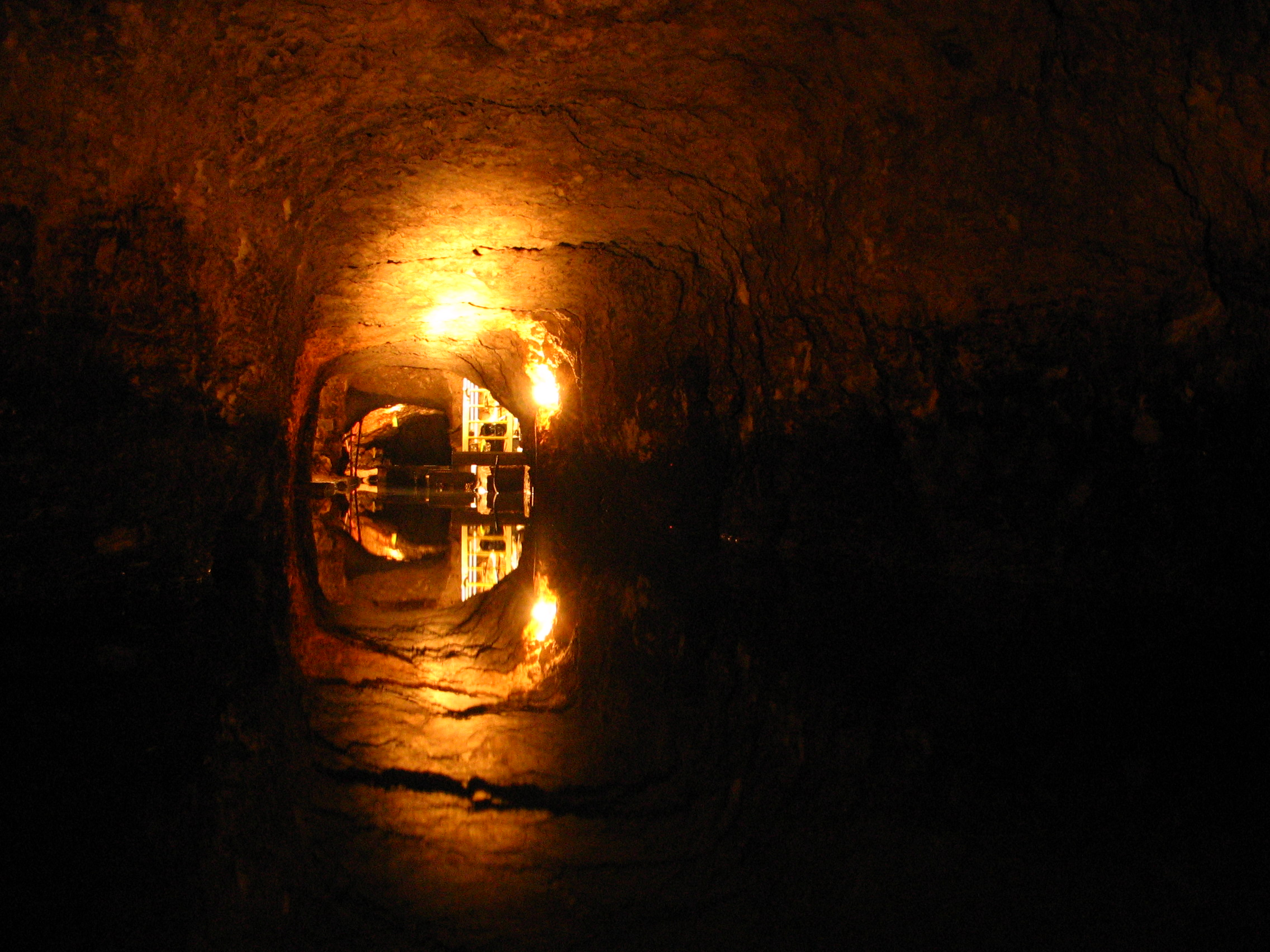
Pohled do tunelů

### Tunely
V padesátých letech 19. století byl zatopen vápencový důl po těžbě stavebního materiálu, aby byla zajištěna zásoba neslané vody pro vězení a v roce 1874 byla instalována nádrž, která poskytla městu Fremantle alternativní zásobování vodou. Vězni čerpali vodu z nádrže, která byla dále rozváděna pomocí samospádového potrubí::s.2–3 V roce 1896 byla na náměstí Swanbourne Street vybudována městská nádrž, která byla z vězení napájena trojfázovým parním čerpadlem, které bylo schopné z vězeňských tunelů odčerpat více než 1 000 000 imperiálních galonů (4,5 milionu litrů) denně. Vězni, zbaveni ručního čerpání, byli zaměstnáni k zásobování dřevem a topení pod kotly:s.2–3 Tunely byly uzavřeny v roce 1910, ačkoli podzemní voda byla dále využívaná v zahradách vězení. V roce 1989 ropa unikající z nedalekých nádrží kontaminovala vodu; znečištění bylo však odstraněno v roce 1996 prostřednictvím bioremediace.:s.3 Tunely byly znovu otevřeny v polovině roku 2005 a během jednoho roku byly obnoveny, aby se zvýšil zájem návštěvníků.